# Panau brunnescens
Panau brunnescens is een vlinder uit de familie van de Houtboorders (Cossidae). De wetenschappelijke naam van deze soort is voor het eerst voorgesteld als Xyleutes brunnescens door Walter Karl Johann Roepke in een publicatie uit 1957.
De soort komt voor in Indonesië (Banggai).